# Lesley Mok

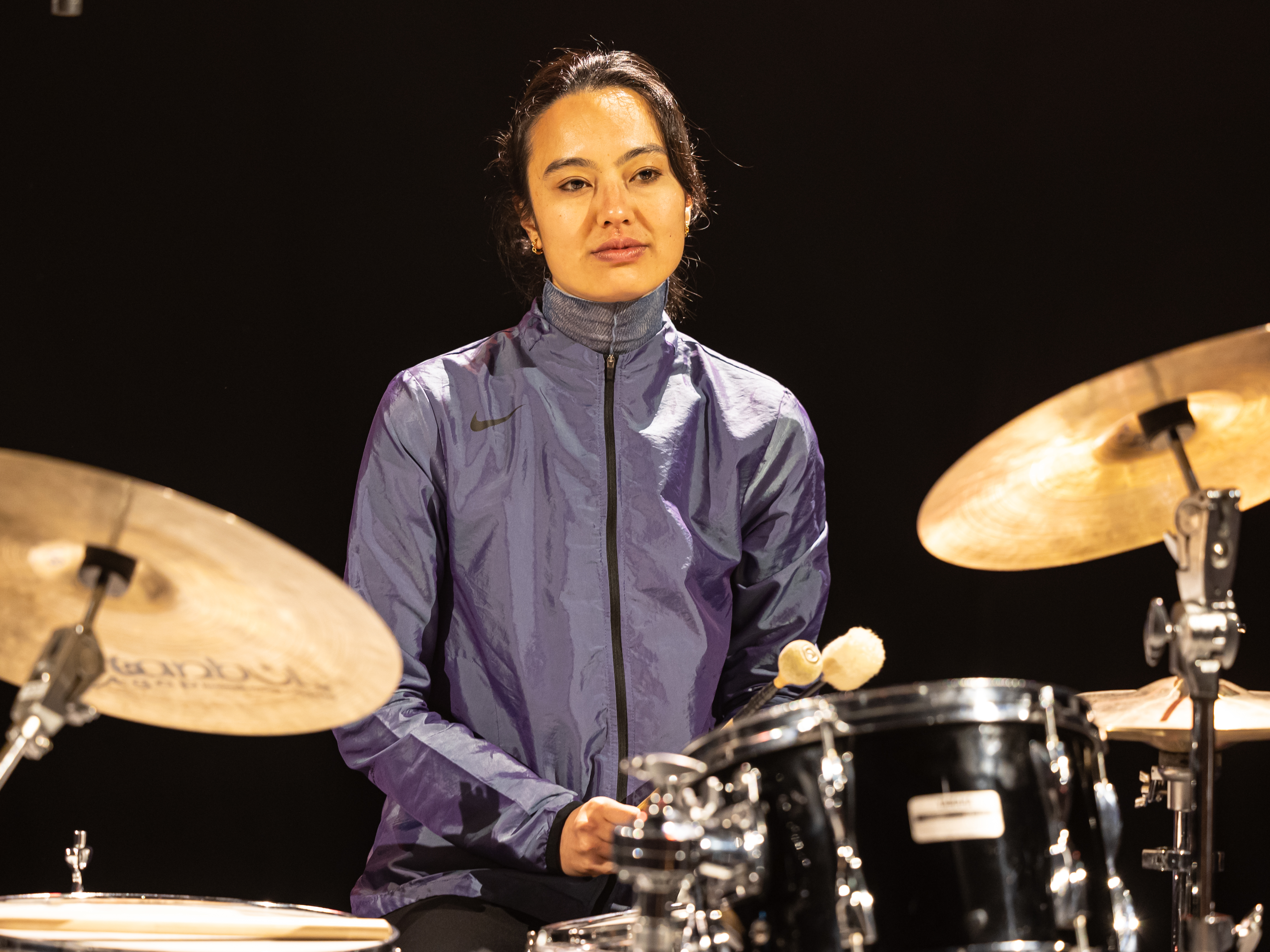
Lesley Mok (2024)

Lesley Mok (* 1994) ist eine amerikanische Jazzmusikerin (Schlagzeug, Perkussion, Komposition) und interdisziplinäre Künstlerin.

## Leben und Wirken
Mok, die in San Mateo (Kalifornien) aufwuchs, studierte ab 2012 am Berklee College of Music bei Danilo Perez. Nachdem sie das Masterstudium absolviert hatte, etablierte sie sich in New York City.
Als Perkussionistin arbeitete Mok mit Tomeka Reid, William Parker, Ingrid Laubrock, Mary Halvorson, Kenny Barron, John Patitucci, Cory Smythe, Jen Shyu, Kalia Vandever, Fay Victor, Adam O’Farrill und Zoh Amba/Maria Grand. Sie ist in Amerika und Europa aufgetreten, unter anderem beim Unerhört Festival, Jazzowa Jesien, moers festival und Panama Jazz Festival. Zudem ist sie auf Alben von Myra Melford (Hear the Light Singing), David Leon, Camila Nebbia und Anna Webbers Shimmer Wince zu hören.
Mok veröffentlichte 2023 bei American Dreams Records mit ihrem Tentett ihr Debütalbum The Living Collection. Sie ist weiterhin Teil der kollaborativen Ensembles Tombstar (Isabel Crespo Pardo, edi kwon, Zekkereya El-magharbel), vehicle / passenger (Marc Alberto & Florian Herzog), History Dog (Shara Lunon, Chris Williams, Luke Stewart) und der Perkussions-Kooperative The Forest (mit Andrew Drury, Michael Wimberly, Leah Bowden, Gustavo Aguilar). 2025 legte sie mit Phillip Golub das Album Dream Brigade vor.
Zu Moks Werken gehören weiterhin die Bühnenstücke/Videos „stilled leaf-chatter“ (2022), „bird in its chest“ (2022), „pooling light“ (2021), „but I forced to mind my vision of a sky“ (2020) und „she smashed the enclosure“ (2020). Kompositionen von ihr Ihre Werke wurden vom International Contemporary Ensemble, dem Metropolis Ensemble und dem JACK Quartet in Auftrag gegeben und aufgeführt.

## Preise und Auszeichnungen
Mok erhielt 2021 den Herb Alpert Young Jazz Composer Award und war 2022 Artist in Residence bei Roulette Intermedium. Im Kritikerpoll des argentinischen Musikmagazins „El Intruso“ wurde sie für 2023 als eine der „Newcomer des Jahres“ benannt. The Living Collection ist für den Deutschen Jazzpreis 2024 in den Kategorien „Debütalbum des Jahres international“ sowie „Album des Jahres international“ nominiert.